# Cangulo-rei
O cangulo-rei (Balistes vetula), também conhecido como cangulo-real, cangulo-fernando, cangulo-do-alto, cangulo-papo-amarelo, capado, peixe-gatilho-rainha, peixe-gatilho-arco-íris ou peixe-porco-caribenho, é uma espécie de balístideo que pertence ao gênero Balistes e á família Balistidae. A espécie é nativa do Oceano Atlântico, ocasionalmente é capturado como peixe esportivo e consumido, e às vezes é comercializado para aquários marinhos. No Caribe, é conhecido como Pishiporko rab'i gai (em papiamento).

## Biologia
Sua longevidade é de cerca de 10 anos, podendo crescer até 60 cm.

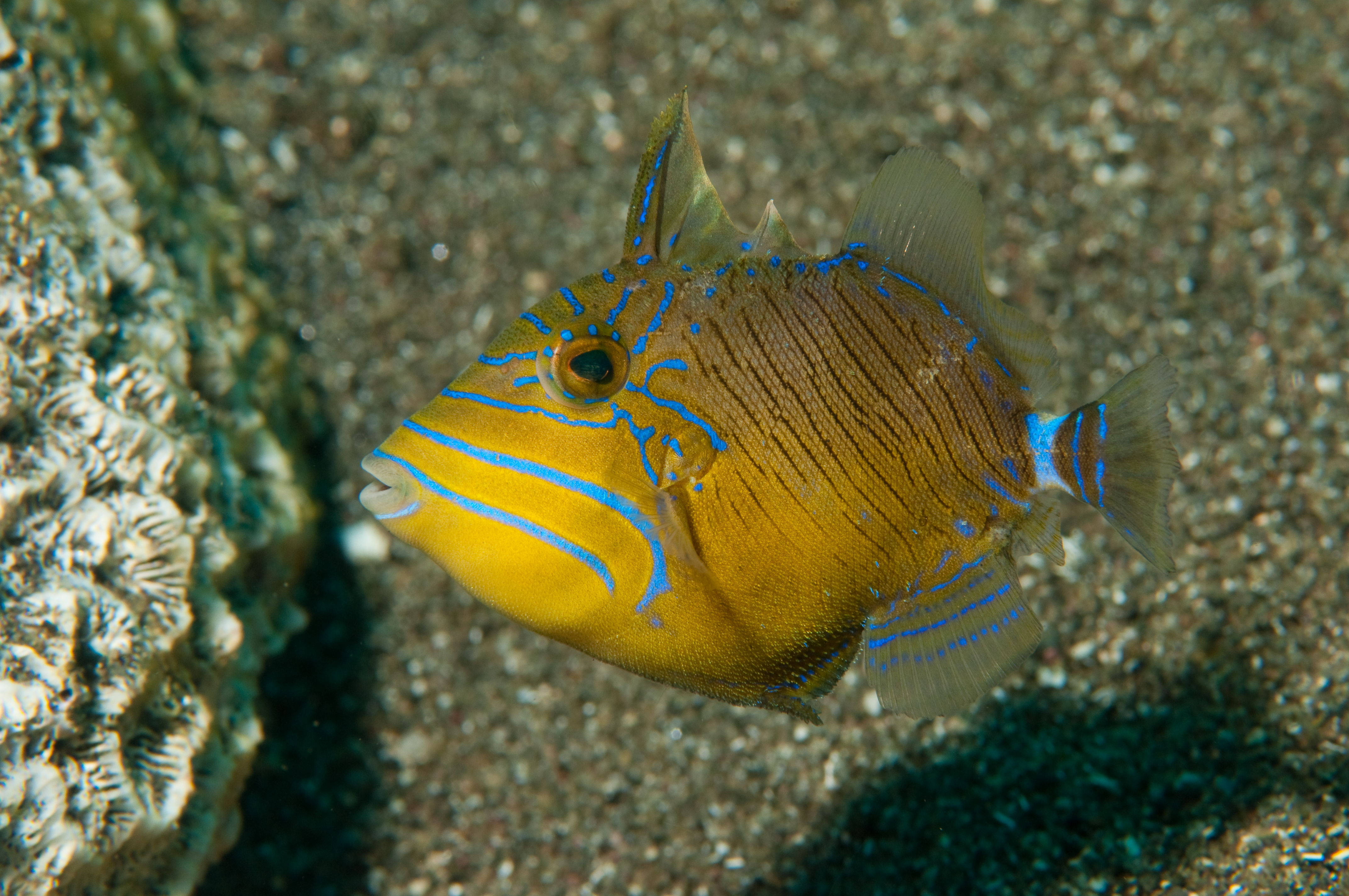
Exemplar juvenil.

As fêmeas colocam os ovos aderidos à corais, algas e pedras, onde se camuflam com grande eficácia e o macho vigia os ovos. Os cangulos-rei as vezes formam cardumes, mas preferem nadar sozinhos. Se alimentam de crustáceos e ouriços-do-mar, pois possuem dentes muito fortes para quebrar a carapaça desses animas.
Seu habitat natural são recifes de corais ou recifes rochosos, costões e águas rasas tropicais.

## Distribuição
São encontrados na parte tropical do Oceano Atlântico, dês da região da Macaronésia até Massachusetts, EUA, incluindo todo o mar do Caribe e Antilhas até o sudeste do Brasil. A espécie também pode ser encontrada no Atlântico Central, em Ascensão. Também pode ser encontrado em alguns países da África, como Angola.